# Командування ОЗС НАТО у Північній Європі
Командування ОЗС НАТО у Північній Європі (AFNORTH) — командування НАТО, яке існувало з 1952 по 2003 рік як частина командування ОЗС НАТО у Європі. Розташовувалося у Кольсасі поруч з Осло (Норвегія), через що було найпівнічнішим командуванням НАТО. У разі війни AFNORTH мало прийняти верховне командування над усіма об'єднаними військами в Норвегії, Данії та Німеччині на північ від Ельби/Гамбургу і на прилеглій морській території.

## Історія
Протягом більшої частини існування командування його головнокомандувачем (CINCNORTH) був британський адмірал або генерал. Начальником штабу завжди був німецький віце-адмірал. Командувач об'єднаними ВПС у Північній Європі, який в разі війни мав прийняти командування над усіма військово-повітряними силами НАТО в регіоні AFNORTH, безпосередньо підпорядковувався CINCNORTH і завжди був генерал-лейтенантом ВПС США. До керівництва AFNORTH також входили заступники з сухопутних, повітряних і морських операцій, якими завжди були данські або норвезькі генерал-майори або контр-адмірали.
До 1993 року головними підлеглими командуваннями AFNORTH були командування у Північній Норвегії, командування у Південній Норвегії і командування на підступах до Балтійського моря (BALTAP). BALTAP у свою чергу складалося з командувань AIRBALTAP, NAVBALTAP, LANDZEALAND (що відповідало за сухопутну оборону Зеландії та інших данських островів) та LANDJUT (командування сухопутними силами у Шлезвіг-Гольштейні та Ютландії). Командування LANDJUT відповідало за сухопутну оборону підступів до Балтійського моря з 1962 року. Штаб-квартира LANDJUT розташовувалась у Рендсбурзі (Німеччина), а сили командування складалися з 6-ї танкової гренадерської дивізії та данської дивізії Ютландія. У випадку війни LANDJUT мало бути посилено британською мобільною групою, в першу чергу 1-ю піхотною бригадою та деякими іншими силами.
30 червня 1994 року штаб-квартира AFNORTH у Кольсасі була розформована, а замість неї створена штаб-квартира командування ОЗС НАТО у Північно-Західній Європі (AFNORTHWEST) на авіабазі Хай-Вікем у Великій Британії. Командування AFCENT, розташоване в Брюнсумі (Нідерланди), було перейменовано на AFNORTH. 3 березня 2000 року AFNORTHWEST було розформовано, а CINCNORTHWEST передав свої повноваження регіональному штабу AFNORTH. У 2004 році він був знову перейменований — на командування ОЗС НАТО Брюнсум.

## Структура

### До 1993 року
Командування ОЗС НАТО у Північній Європі (AFNORTH) зі штаб-квартирою в Кольсасі (Норвегія)
- Командування ОЗС НАТО на підступах до Балтійського моря (BALTAP) зі штаб-квартирою в Карупі (Данія)
  - Командувач сухопутних сил ОЗС НАТО у Шлезвіг-Гольштейні і Ютландії (COMLANDJUT)
  - Командувач сухопутних сил ОЗС НАТО у Зеландії (COMLANDZEALAND)
  - Командувач об'єднаних військово-повітряних сил НАТО на підступах до Балтійського моря (COMAIRBALTAP) в Карупі
  - Командувач об'єднаних військово-морських сил НАТО на підступах до Балтійського моря (COMNAVBALTAP) в Карупі (раніше в Кіль-Хольтенау)
- Командування ОЗС НАТО у Південній Норвегії (SONOR) зі штаб-квартирою в Ставангері
- Командування ОЗС НАТО у Північній Норвегії (NON) зі штаб-квартирою в Буде

### У 2000–2004 роках
AFNORTH у цей період було регіональним командуванням AFCENT:
- Два командування компонентами:
  - Командування об'єднаних військово-повітряних сил НАТО на Півночі (AIRNORTH) в Рамштайні (Німеччина)
  - Командування об'єднаних військово-морських сил НАТО на Півночі (NAVNORTH) в Норсвуді (Велика Британія)

- Три об'єднаних субрегіональних командування:
  - Командування ОЗС НАТО Центр в Гайдельберзі (Німеччина)
  - Командування ОЗС НАТО Північний Схід в Карупі (Данія)
  - Командування ОЗС НАТО Північ в Ставангері (Норвегія)

## Головнокомандувачі
Головнокомандувачами AFNORTH були:
- 1951—1953 — адмірал сер Патрік Бринд
- 1953—1956 — генерал сер Роберт Манзерг
- 1956—1958 — генерал-лейтенант сер Сесіл Сагден
- 1958—1961 — генерал-лейтенант сер Горацій Мюррей
- 1961—1963 — генерал-лейтенант сер Гарольд Паймен
- 1963—1967 — генерал-лейтенант сер Роберт Брей
- 1967—1969 — генерал сер Кеннет Дарлінг
- 1969—1972 — генерал сер Волтер Вокер
- 1972—1974 — генерал сер Томас Пірсон
- 1974—1977 — генерал сер Джон Шарп
- 1977—1979 — генерал сер Пітер Вайтлі
- 1979—1982 — генерал сер Ентоні Фаррар-Хоклі
- 1982—1986 — генерал сер Річард Лоусон
- 1986—1989 — генерал сер Джеффрі Хоулетт
- 1989—1992 — генерал сер Патрік Палмер
- 1992—1994 — генерал сер Гаррі Джонсон